# Xã Beaver, Quận Jefferson, Pennsylvania
Xã Beaver (tiếng Anh: Beaver Township) là một xã thuộc quận Jefferson, tiểu bang Pennsylvania, Hoa Kỳ. Năm 2010, dân số của xã này là 498 người.